# Louis Mistral
Louis Mistral (Parigi, 4 agosto 1900 – Souesmes, 13 luglio 1973) è stato un calciatore francese, di ruolo centrocampista.

## Carriera

### Nazionale
Ha collezionato cinque presenze con la propria Nazionale.